# Born Ádám
Born József Ádám (Budapest, 1947. július 27. –) Balázs Béla-díjas magyar rendező.

## Életpályája
Dr. Born József (1901–1956) egyetemi docens és Miklós Stefánia gyermeke. 1961–65 között a Táncsics Mihály Gimnáziumban illetve a II. Rákóczi Ferenc Gimnáziumban tanult. 1965–66-ban a Magyar Televízió díszletmunkása, 1966–71 között pedig rendezőasszisztense volt. 1968–71 között a Színház- és Filmművészeti Főiskola hallgatója volt. 1971–88 között a szórakoztató főszerkesztőség rendezőjeként dolgozott. 1988–89-ben az MTV Plusz kísérleti adás egyik elindítója volt. 1989–91 között a TV-2 vezető rendezője volt. 1991–94 között a TV-TV illetve a TV-4 főszerkesztője volt. 1996 óta a TV Napkelte című műsorának főszerkesztője. 2006 óta a Magyar Televízió alkotói irodájának vezetője. 2007 óta gyártásvezető.

### Munkássága
Olyan rendezőkkel dolgozott együtt mint Várkonyi Zoltán, Rényi Tamás, Horváth Ádám, Ádám Ottó, Mikó András és Egri István. Zenei műsorokat és vetélkedőket, majd többhelyszínes élő adásokat rendezett. Később a drámai területen kívül valamennyi műfajban dolgozott. Portréfilmek, riportok készítése mellett a tévé számtalan nagy vállalkozásában vett részt.

## Műsorai
- A Hét
- Ablak
- Panoráma
- Parabola

## Filmjei
- A vasrács (1971)
- Szép maszkok (1974)
- Legenda a nyúlpaprikásról (1975)
- Egymillió fontos hangjegy (1976)

## Kitüntetései
- Kiváló Munkáért díj
- Szocialista Kultúráért
- Balázs Béla-díj